# Elisa Platino
Elisa Platino (8 gennaio 1999) è una sciatrice alpina italiana.

## Biografia
Gigantista pura originaria di Merano e attiva dal novembre 2015, ha esordito in Coppa Europa il 28 gennaio 2016 a Sestriere (48ª) e in Coppa del Mondo il 15 gennaio 2019 a Plan de Corones, senza completare la prova; il 14 dicembre 2022 ha conquistato a Ponte di Legno il primo podio in Coppa Europa (2ª) e il 7 gennaio 2023 a Kranjska Gora il primo piazzamento a punti in Coppa del Mondo (23ª). Non ha preso parte a rassegne olimpiche o iridate.

## Palmarès

### Coppa del Mondo
- Miglior piazzamento in classifica generale: 76ª nel 2024

### Coppa Europa
- Miglior piazzamento in classifica generale: 16ª nel 2023
- 2 podi:
  - 2 secondi posti

### South American Cup
- Miglior piazzamento in classifica generale: 48ª nel 2020
- 1 podio:
  - 1 terzo posto

### Campionati italiani
- 1 medaglia:
  - 1 oro (slalom gigante nel 2022)